# Bahnstrecke Častolovice–Solnice
| |                      |                                                |                                       |
| Kursbuchstrecke (SŽ): | 022                  |                                                |                                       |
| Streckenlänge: | 15,381 km            |                                                |                                       |
| Spurweite: | 1435 mm (Normalspur) |                                                |                                       |
| Streckenklasse: | C2                   |                                                |                                       |
| Maximale Neigung: | 20,3 ‰               |                                                |                                       |
| Streckengeschwindigkeit: | 60 km/h              |                                                |                                       |
| |                      |                                                |                                       |
| \| \| \| von Chlumec nad Cidlinou (vorm. ÖNWB) \| \| \| \| 0,000 \| Častolovice früher Častolowitz \| 268 m \| \| \| \| nach Miedzylesie (vorm. ÖNWB) \| \| \| \| 1,221 \| Častolovice zastávka \| 271 m \| \| \| 3,751 \| Synkov \| 280 m \| \| \| \| Výhybna Synkov (geplant) \| \| \| \| 5,678 \| Slemeno \| 292 m \| \| \| \| Kněžná \| \| \| \| \| Kněžná \| \| \| \| 8,715 \| Rychnov nad Kněžnou früher Reichenau a. Kněžna \| 307 m \| \| \| \| Kněžná \| \| \| \| 9,676 \| Rychnov nad Kněžnou zastávka \| 321 m \| \| \| \| Lipovka (geplant) \| \| \| \| 14,930 \| Solnice zastávka \| Solnice zastávka \| \| \| 15,307 \| vlečka Škoda Auto Kvasiny \| vlečka Škoda Auto Kvasiny \| \| \| 15,381 \| Solnice früher Solnitz \| 350 m \| \| \| 15,609 \| \| \| \| \| \| \| \| \| Quellen: [1][2] \| \| \| \| |                      |                                                |                                       |
| Strecke |                      | von Chlumec nad Cidlinou (vorm. ÖNWB)          | von Chlumec nad Cidlinou (vorm. ÖNWB) |
| Bahnhof | 0,000                | Častolovice früher Častolowitz                 | 268 m                                 |
| Abzweig geradeaus und nach rechts |                      | nach Miedzylesie (vorm. ÖNWB)                  | nach Miedzylesie (vorm. ÖNWB)         |
| Haltepunkt / Haltestelle | 1,221                | Častolovice zastávka                           | 271 m                                 |
| Haltepunkt / Haltestelle | 3,751                | Synkov                                         | 280 m                                 |
| |                      | Výhybna Synkov (geplant)                       |                                       |
| Haltepunkt / Haltestelle | 5,678                | Slemeno                                        | 292 m                                 |
| Brücke über Wasserlauf |                      | Kněžná                                         | Kněžná                                |
| Brücke über Wasserlauf |                      | Kněžná                                         | Kněžná                                |
| Bahnhof | 8,715                | Rychnov nad Kněžnou früher Reichenau a. Kněžna | 307 m                                 |
| Brücke über Wasserlauf |                      | Kněžná                                         | Kněžná                                |
| Haltepunkt / Haltestelle | 9,676                | Rychnov nad Kněžnou zastávka                   | 321 m                                 |
| ehemaliger Dienststation / Betriebs- oder Güterbahnhof |                      | Lipovka (geplant)                              | Lipovka (geplant)                     |
| Haltepunkt / Haltestelle | 14,930               | Solnice zastávka                               | Solnice zastávka                      |
| Abzweig geradeaus und von rechts | 15,307               | vlečka Škoda Auto Kvasiny                      | vlečka Škoda Auto Kvasiny             |
| Bahnhof | 15,381               | Solnice früher Solnitz                         | 350 m                                 |
| | 15,609               |                                                |                                       |
| |                      |                                                |                                       |
| Quellen: |                      |                                                |                                       |

Die Bahnstrecke Častolovice–Solnice ist eine Eisenbahnverbindung in Tschechien, die ursprünglich als landesgarantierte Lokalbahn Častolowitz–Reichenau an der Kněžna–Solnitz (tschech.: Místní dráha Častolovice–Rychnov nad Kněžnou–Solnice) erbaut und betrieben wurde. Sie zweigt in Častolovice aus der Bahnstrecke Chlumec nad Cidlinou–Międzylesie ab und führt am Fuß des Adlergebirges über Rychnov nad Kněžnou nach Solnice und Kvasiny.
Nach einem Erlass der tschechischen Regierung ist die Strecke seit dem 20. Dezember 1995 als regionale Bahn („regionální dráha“) klassifiziert.

## Geschichte
Am 4. September 1892 wurde die Konzession zum Baue und Betriebe einer als normalspurige Localbahn auszuführenden Locomotiveisenbahn von einem Punkte der Österreichischen Nordwestbahn bei Častolowitz über Reichenau und Solnitz nach Kwasnei erteilt. Am 26. Oktober 1893 wurde die Strecke  eröffnet.
Die Stadtgemeinde Rychnov gründete die Aktiengesellschaft Lokalbahn Reichenau an der Kněžna–Solnitz (tschechisch: Místní dráha Rychnov nad Kněžnou–Solnice (M.D.R.S.)).
Die Betriebsführung für Rechnung der Eigentümer übernahm die k.k. priv. Österreichische Nordwestbahn (ÖNWB) und nach deren Verstaatlichung (1908) die Nordwestbahndirektion der k.k. Staatsbahnen (kkStB). Im Jahr 1912 wies der Fahrplan der Lokalbahn fünf gemischte Zugpaare 2. und 3. Klasse aus. Die Züge benötigten für die 16 Kilometer lange Strecke in beiden Fahrtrichtungen etwa 40 Minuten.
Nach dem Ersten Weltkrieg traten an Stelle der kkStB die neu gegründeten Tschechoslowakischen Staatsbahnen (ČSD). Die Lokalbahngesellschaft firmierte fortan tschechisch als Místní dráha Častolovice–Rychnov–Solnice a.s. (ČRS). Die Indienststellung moderner Motorzüge durch die ČSD ermöglichte ab 1927 eine signifikante Verdichtung des Fahrplanes. In Synkov und Slemeno richteten die ČSD neue Haltestellen ein. Der Winterfahrplan von 1937/38 verzeichnete 15 Personenzugpaare 3. Klasse, die sämtlich als Motorzug geführt waren.

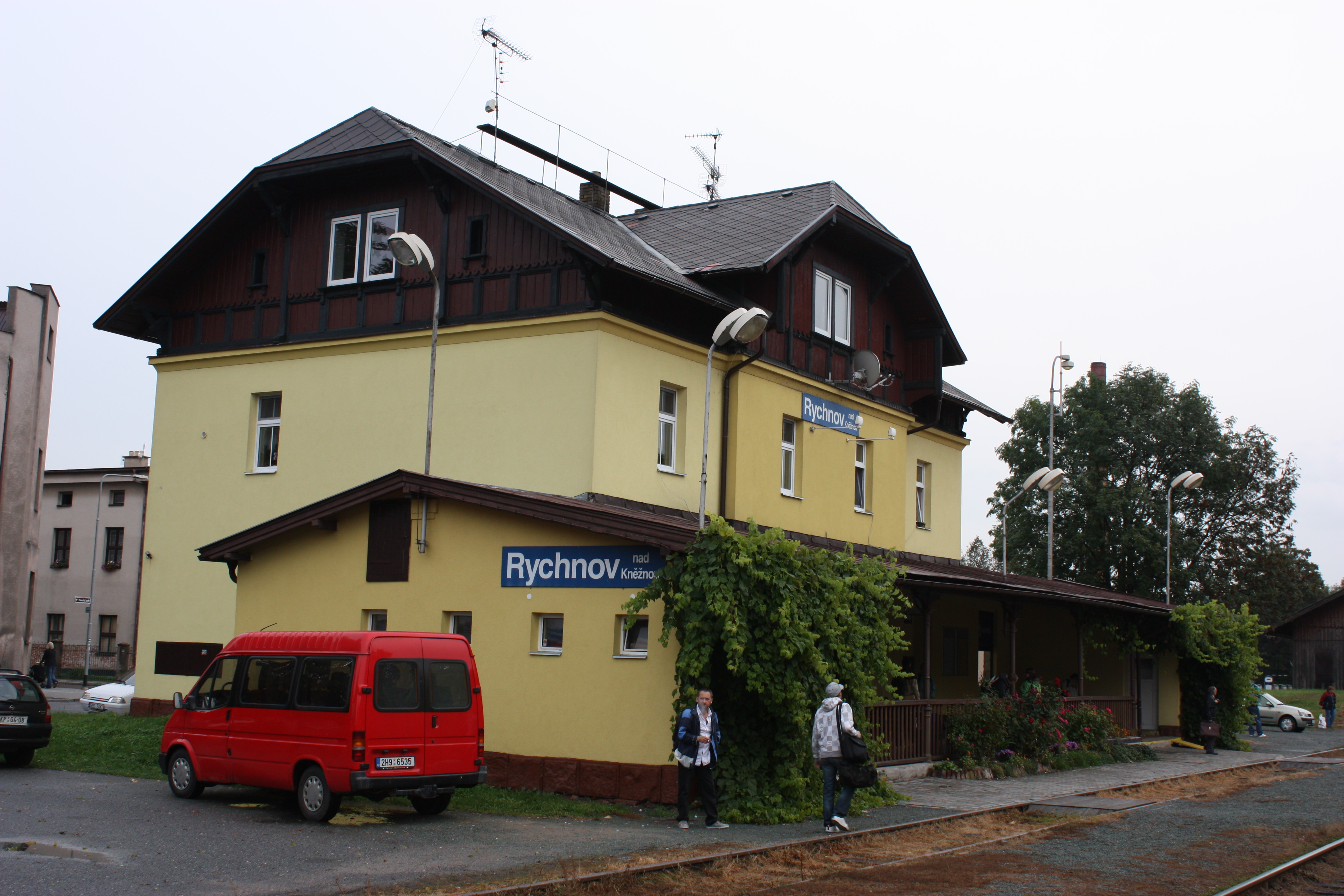
Bahnhof Rychnov nad Kněžnou (2011)

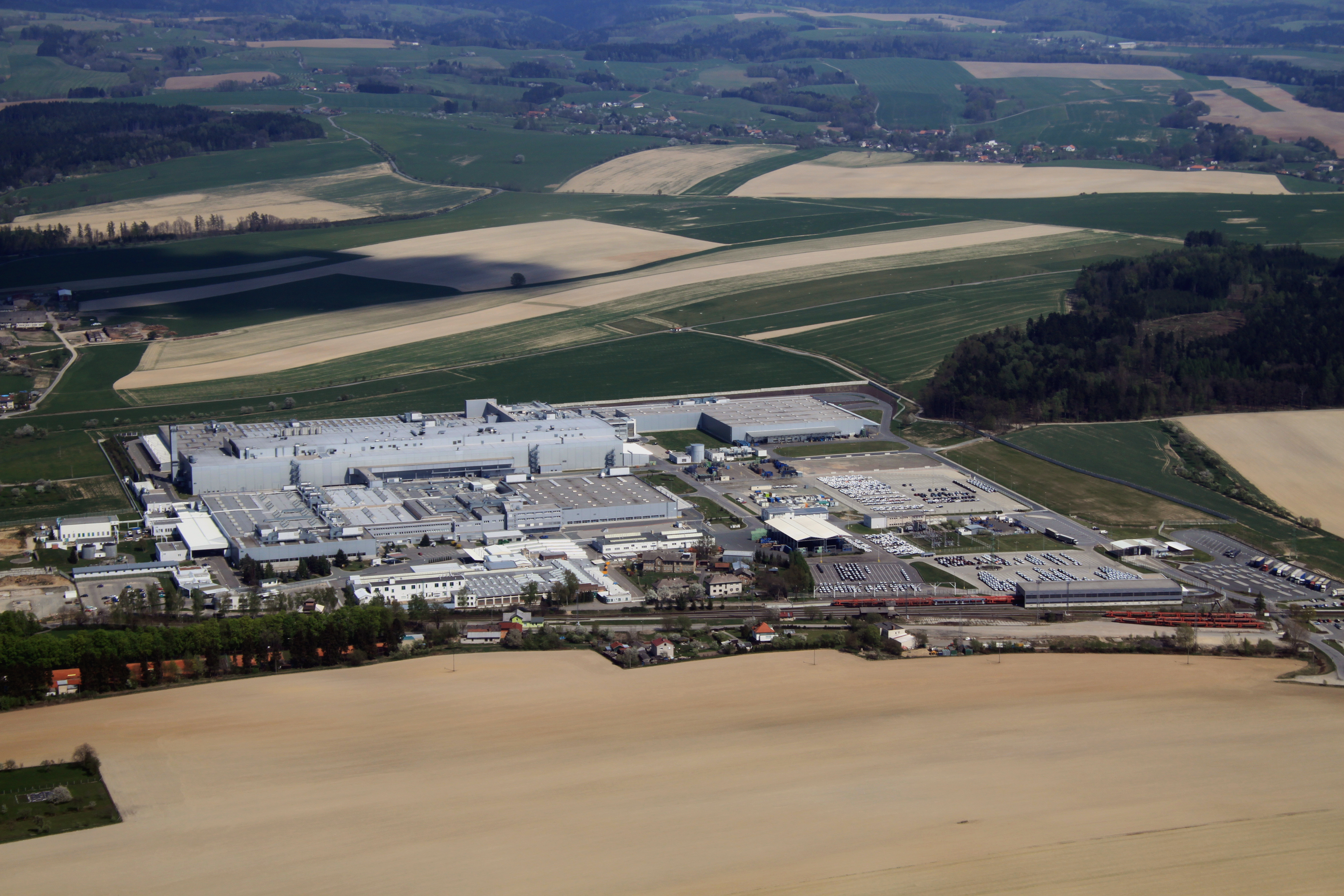
Škoda Auto Kvasiny, im Vordergrund der Bahnhof Solnice mit der Anschlussbahn (2011)

Während des Zweiten Weltkrieges lag die Strecke zur Gänze im Protektorat und wurde von den nunmehrigen Protektoratsbahnen Böhmen und Mähren (ČMD-BMB) betrieben. Das Deutsche Reich verstaatlichte 1942 die Lokalbahngesellschaft. Am Ende des Krieges kam der Verkehr am 6. Mai 1945 infolge der Kampfhandlungen zum Erliegen.
Am 10. Mai 1945 wurde der Zugverkehr durch die wiederbegründeten ČSD wieder aufgenommen. Die Verstaatlichung während der deutschen Besatzung erklärte man für nichtig. Zum 1. Januar 1949 wurde die Strecke dann erneut – und nun endgültig – verstaatlicht.
In den Jahren 1981 und 1982 wurde die Gleise und Anlagen im Rahmen einer Generalreparatur erneuert. Danach konnte die Streckengeschwindigkeit von 40 auf 60 km/h angehoben werden.
Am 1. Januar 1993 ging die Strecke infolge der Auflösung der Tschechoslowakei an die neu gegründete tschechische Staatsbahngesellschaft České dráhy (ČD) über. Seit 2003 gehört sie zum Netz des staatlichen Infrastrukturbetreibers Správa železniční dopravní cesty (SŽDC), heute: Správa železnic.

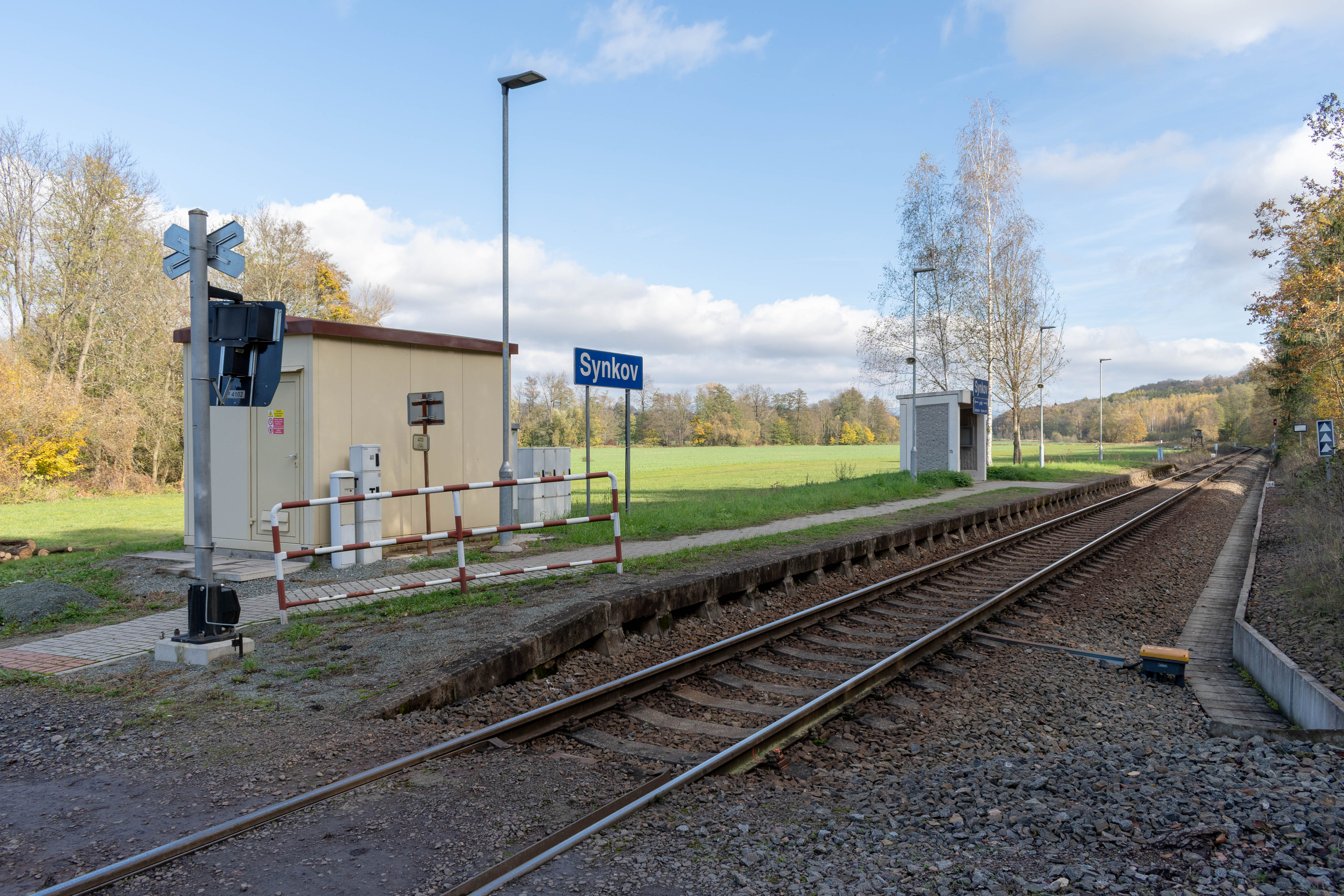
Haltestelle Synkov (2019)

Im Jahr 2008 nahm SŽDC am Haupttor des Škoda-Werkes in Kvasiny die neue Haltestelle Solnice zastávka in Betrieb. Gleichzeitig trat zum 14. Dezember 2008 ein veränderter Reisezugfahrplan in Kraft. Zwischen Častolovice und Rychnov nad Kněžnou verkehren die Züge seitdem im Stundentakt. Weiter nach Solnice verkehren im Wesentlichen nur noch die Züge des Berufsverkehrs. Seit 2018 ist die Mehrzahl der Zugpaare von und nach Týniště nad Orlicí bzw. Hradec Králové durchgebunden. Die Züge kreuzen in Týniště nad Orlicí zur halben Stunde und in Rychnov nad Kněžnou zur vollen Stunde jeweils zur üblichen Symmetrieminute.
Im Jahr 2018 vereinbarten Škoda Auto und der tschechische Staat einen umfassenden Ausbau und die Elektrifizierung der Strecke für den Güterverkehr. Der Beginn der Arbeiten war dabei für das Jahr 2020 vorgesehen.
Im Juli 2024 schrieb die staatliche Infrastrukturverwaltung den Auftrag zur Modernisierung der Strecke aus. Neben der Elektrifizierung umfasst die Ausschreibung auch den Neubau des Betriebsbahnhofes Lipovka, der Haltestelle Lipovka und der Ausweiche Synkov. Der Betriebsbahnhof Lipovka soll insbesondere für die Abstellung von Wagen und die Zusammenstellung von Zügen für das Industriegebiet Solnice/Kvasiny dienen.
Am 13. April 2025 begannen die Arbeiten zur Modernisierung der Strecke. Den Auftrag erhielt ein Konsortium der Firmen Eurovia, Chládek a Tintěra und GJW Praha. Es wird mit Kosten von 6,7 Milliarden Kronen für die gesamte Verbindung von Týniště nad Orlicí nach Solnice gerechnet. Die Elektrifizierung soll mit Wechselspannung von 25 kV, 50 Hz erfolgen. Damit ist eine Systemtrennstelle bei Týniště nad Orlicí und der Einsatz von Zweisystemfahrzeugen notwendig. Die Arbeiten sollen 2027 abgeschlossen sein.

## Fahrzeugeinsatz

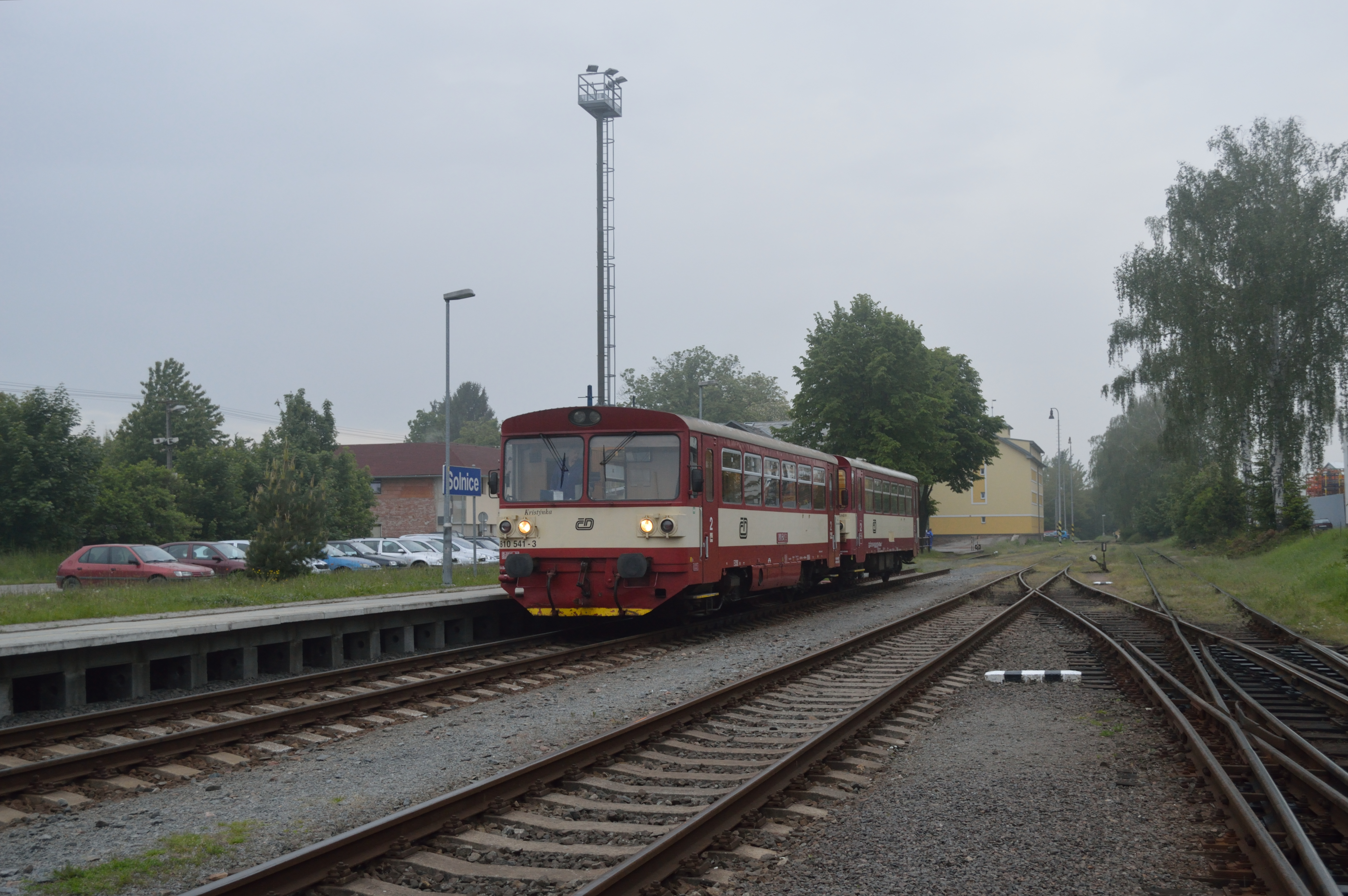
ČD-Baureihe 810 (Bahnhof Solnice; 2014)

Für Rechnung der Lokalbahn Častolowitz–Reichenau an der Kněžna–Solnitz beschaffte die ÖNWB zwei Lokomotiven der ÖNWB-Reihe XV mit den Nummern 1S und 2S und den Namen RYCHNOV und SOLNICE. Die kkStB gab den Lokomotiven die Betriebsnummern 162.14–15. Die Wagen der Lokalbahn waren von der Ringhoffer in Prag geliefert worden. Zum Betriebspark zählten fünf Personenwagen 2./3. Klasse, zwei Dienstwagen mit Postabteil und zehn Güterwagen.
Die ČSD setzte später auch Tenderlokomotiven der Reihen 310.0 und 422.0 auf der Strecke ein. Nach einer Oberbauverstärkung kamen auch die schwereren Schlepptenderlokomotiven der Reihe 434.1 bis Rychnov nad Kněžnou. Nach dem Zweiten Weltkrieg fuhren die modernen Tenderlokomotiven der Reihen 422.0 und 423.0.
Für den Reiseverkehr beheimateten die ČSD 1927 zwei vierachsige Motorwagen der Reihe M 220.1, die später durch zwei Motorwagen der Reihe M 120.4 abgelöst wurden. Kurze Zeit fuhr auch ein M 232.0. Nach dem Zweiten Weltkrieg wurden die Fahrzeuge rasch durch die Reihe M 131.1 verdrängt. Seit 1982 kamen Triebwagen der Reihe M 152.0 (ČD 810) zum Einsatz. Heute wird der Personenverkehr mit Triebwagen der Reihen 814 und 841 abgewickelt.